# Espeto Dark Festival
El Espeto Dark Festival es un festival de música alternativa. Se celebra cada año en Málaga, España alrededor de la segunda mitad de diciembre coincidiendo con el Solsticio de diciembre.
- 2007: Spetsnaz, Proceed, Xtertor